# Amphoe Si Racha
Amphoe Si Racha is een district van de provincie Chonburi in het oosten van Thailand. Si Racha is ook de hoofdstad van dit district. De stad Si Racha telt ongeveer 30.000 inwoners en ligt langs de route van Sukhumvit. Deze stad is wereldberoemd (in Thailand) vanwege de saus die ervandaan komt: 'Namphrik Si Racha' (Pepersaus van Si Racha). Verder is het een grote vissershaven en ook een commerciële haven, alhoewel die concurrentie ondervindt van de nieuwe haven van Laem Chabang, die slechts enkele kilometers ten zuiden hiervan ligt. Ook gaan er vanuit deze stad boten naar het eiland Ko Si Chang.
Amphoe Si Racha bestaat uit acht gemeenten (tambon):

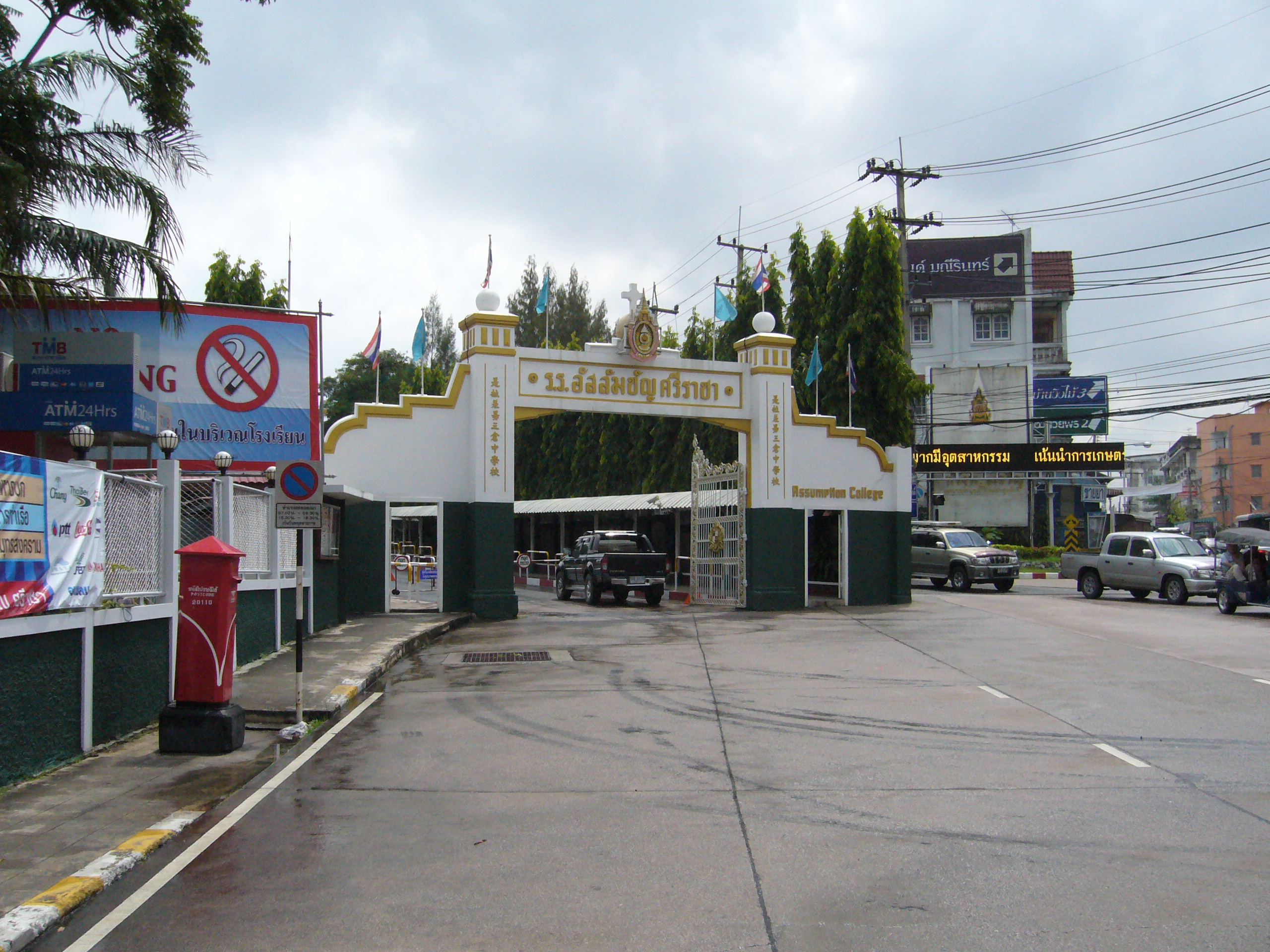
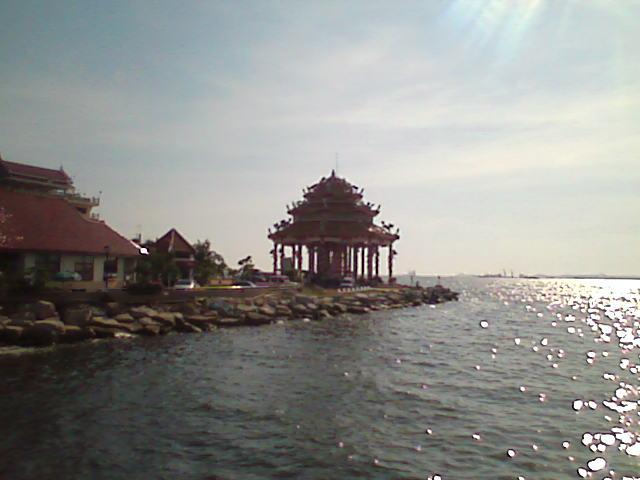

| Nr. | Naam         | Thai   | Nr. | Naam          | Thai     |
| --- | ------------ | ------ | --- | ------------- | -------- |
| 1.  | Si Racha     | ศรีราชา | 5.  | Nong Kham     | หนองขาม  |
| 2.  | Sura Sak     | สุรศักดิ์  | 6.  | Khao Khansong | เขาคันทรง |
| 3.  | Thung Sukhla | ทุ่งสุขลา | 7.  | Bang Phra     | บางพระ   |
| 4.  | Bueng        | บึง     | 8.  | Bo Win        | บ่อวิน     |